# Черенка (приток Воложбы)
Черенка — река в России, протекает по Бокситогорскому району Ленинградской области. Левый приток Воложбы, бассейн Сяси.

## География
Черенка начинается в озере Черенец южнее деревень Дудинское и Гагрино. Течёт на север, принимает левый приток Глубокушу. Ниже на правом берегу расположены деревни Савино и Половное, на левом — Рудная Горка. Впадает слева в Воложбу в 69 км от устья последней. Длина реки — 20 км.

## Данные водного реестра
По данным государственного водного реестра России относится к Балтийскому бассейновому округу, водохозяйственный участок реки — Сясь, речной подбассейн реки — Нева и реки бассейна Ладожского озера (без подбассейна Свирь и Волхов, российская часть бассейнов). Относится к речному бассейну реки Нева (включая бассейны рек Онежского и Ладожского озера).
Код объекта в государственном водном реестре — 01040300112102000018105.